# Leonidas Huayama Neira
Leonidas Huayama Neira (El Carmen de la Frontera, 27 de abril de 1977) es un profesor y político peruano. Fue congresista por el departamento de Piura durante el periodo parlamentario 2011-2016. 
Nació en el distrito de El Carmen de la Frontera, provincia de Huancabamba, departamento de Piura, Perú, el 27 de abril de 1977. Cursó sus estudios primarios y secundarios en su localidad natal. Entre 1994 y 1998 cursó estudios superiores de física en la Universidad Nacional de Piura.
Su primera participación política se dio en las elecciones generales del 2011 cuando fue elegido como congresista por Piura por la alianza Gana Perú. Luego participó en las elecciones regionales del 2018 como candidato a gobernador del Gobierno Regional de Piura por el Movimiento de Desarrollo Local MODELO Región Piura en las que obtuvo el 10.079% de los votos quedando en quinto lugar.
Durante su gestión como congresista participó en la presentación de 516 proyectos de ley de los que 76 fueron promulgados como leyes de la república.